# Лэпъю (приток Маджи)
Лэпъю (устар. Лопь-Ю) — река в России, протекает по Республике Коми. Устье реки находится в 45 км по правому берегу реки Маджа. Длина реки составляет 27 км.
Система водного объекта: Маджа → Вычегда → Северная Двина → Белое море.

## Данные водного реестра
По данным государственного водного реестра России относится к Двинско-Печорскому бассейновому округу, водохозяйственный участок реки — Вычегда от истока до города Сыктывкар, речной подбассейн реки — Вычегда. Речной бассейн реки — Северная Двина.
Код объекта в государственном водном реестре — 03020200112103000018372.